# 姆博穆省
姆博穆省 （法語：Prefecture de Mbomou）是中非共和国16省之一，首府班加苏。該省面积为61,150平方公里（23,610 平方英里），人口为 132,740（2003年人口普查），人口密度为每平方公里2.2 人。